# Contradanza
La contradanza est un genre musical et une danse, version cubaine de la contredanse. Un genre de danse de salon du XIXe siècle dérivé de la danse country anglaise et de la contredanse courtoise française. La contradanza utilisait le rythme du cinquillo et menait à la danza pan-caribéenne très similaire. À Cuba, c'est devenu un genre important au cours du XIXe siècle, et ce fut la première musique écrite basée sur des rythmes subsahariens, ainsi que la première danse cubaine à acquérir une renommée internationale. La contradanza est l'ancêtre de la danse , du danzón , du mambo et du cha-cha-cha , ainsi que du chant "habanera".
Le 17 août 1791, une révolte des esclaves éclate à Hispaniola (aujourd'hui Haïti et République dominicaine) : la Révolution haïtienne. Les colons français et leurs esclaves se réfugient à Santiago de Cuba et amènent avec eux la culture du café, mais aussi des musiques et des danses nouvelles : la contredanse, le menuet, la gaceste, la tumba francesa, et le rythme syncopé du « quintolet » (cinquillo en espagnol).
Vite adoptée dans l'île, la contredanse va se créoliser et se transformer en contradanza cubaine, constituée de deux mouvements lents : paseo et cadena, et deux plus vifs : sostenido et cedazo.
San Pascual Bailón est la plus ancienne partition connue.
Le cinquillo apparaît dans les compositions de Manuel Saumell (1818-1870), compositeur de quelque cinquante contradanzas.
La contradanza va évoluer de plus en plus vers la danza, une danse où le couple danse face à face et indépendamment l'un de l'autre. Vers 1830, la contradanza va donner naissance à la habanera et en 1879 au danzón (cette nouvelle forme de musique et de danse cubaine développée dans les années 1800 à partir de la contradanza et de la danza qui est à la fois plus longue et plus lente que ses prédécesseurs).